# Ciosa (Rumunia)
Ciosa – wieś w Rumunii, w okręgu Bistrița-Năsăud, w gminie Tiha Bârgăului. W 2011 roku liczyła 142 mieszkańców.